# Musikschule Konservatorium Bern

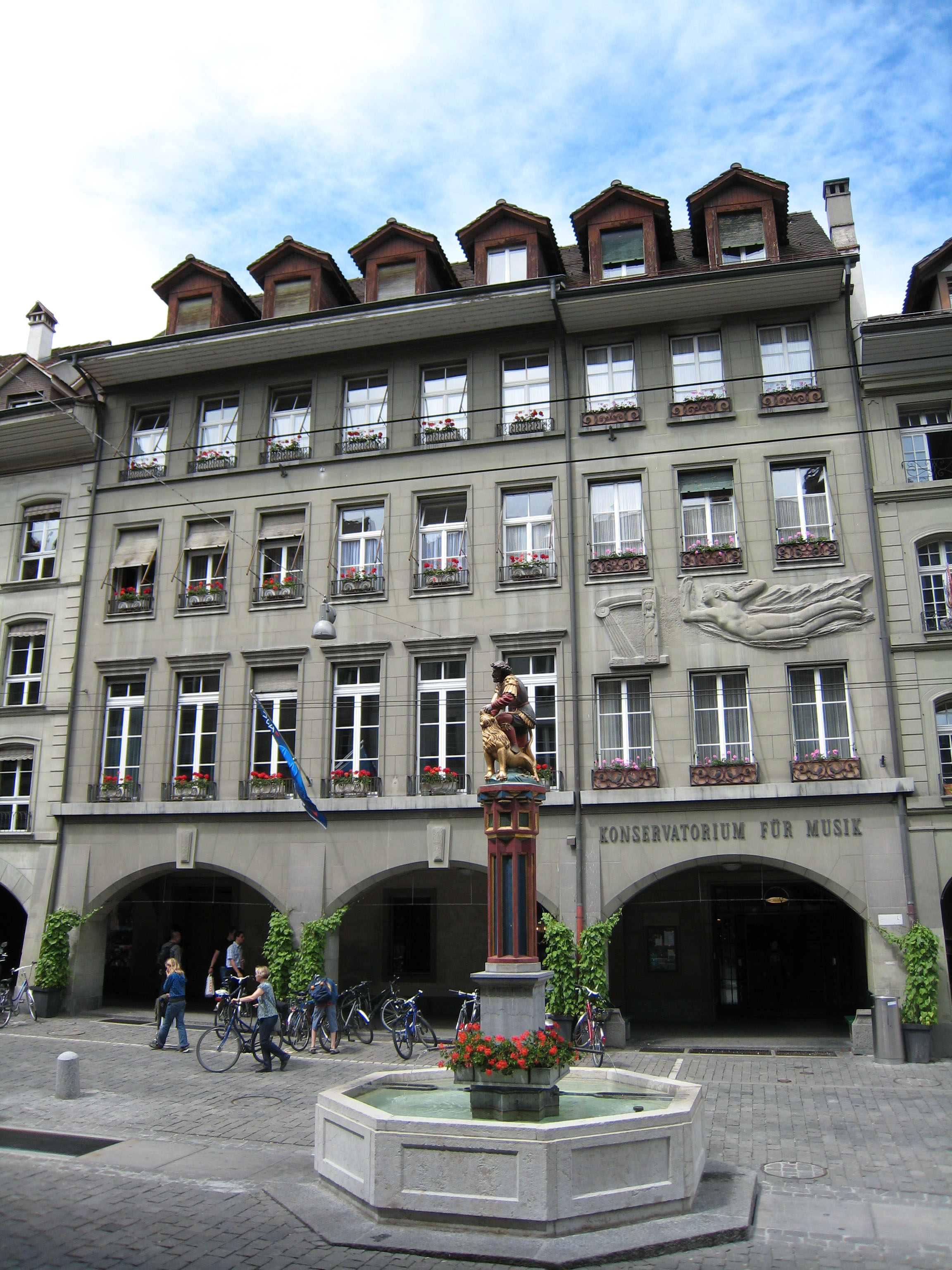
Das Konservatorium an der Kramgasse mit Simsonbrunnen im Vordergrund

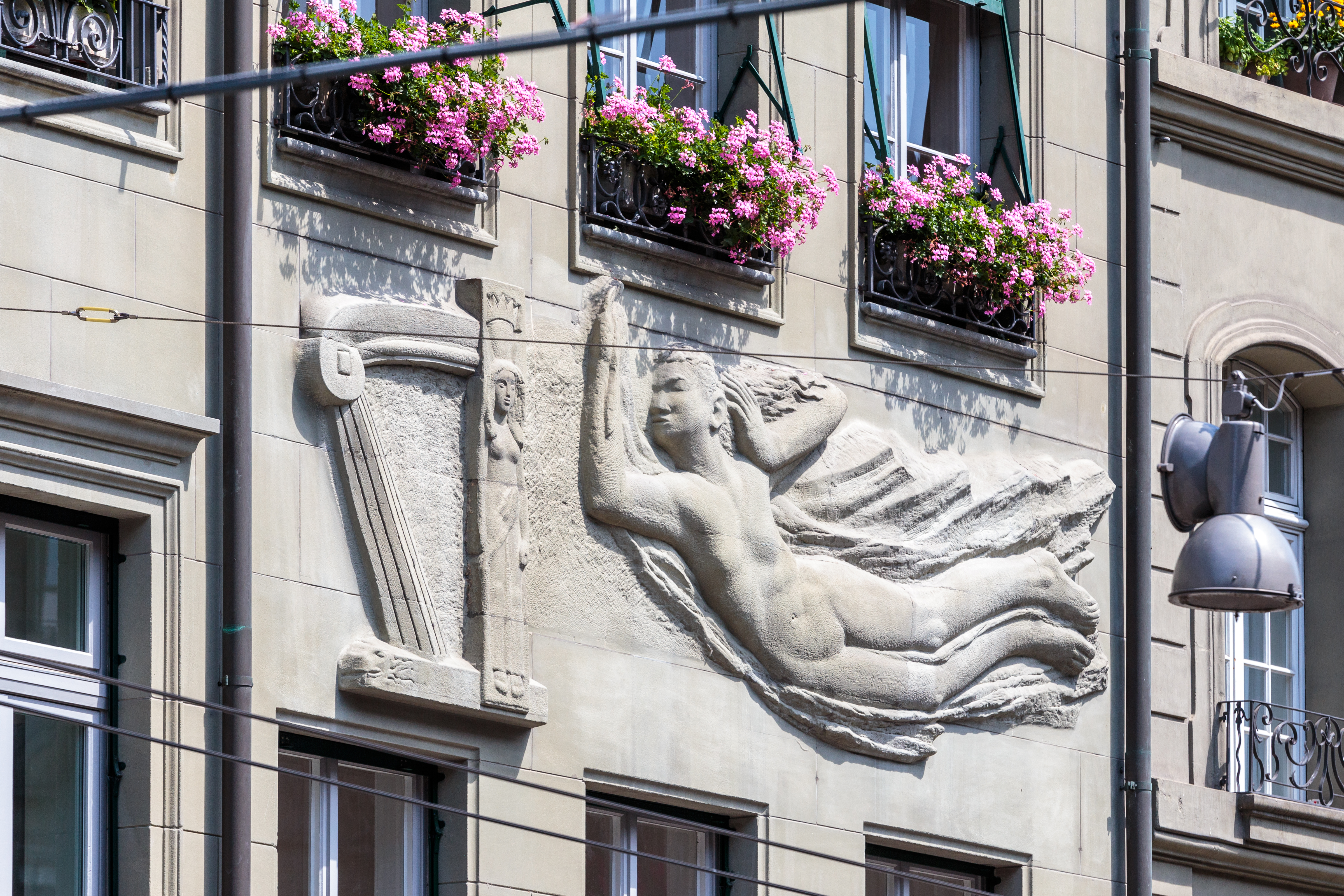
"Musika mit Harfe"

Die Musikschule Konservatorium Bern ist ein Konservatorium in der Schweizer Hauptstadt Bern. Sie ist in einem denkmalgeschützten Gebäude an der Kramgasse 36/Rathausgasse 33–37 untergebracht.

## Geschichte
Die Musikschule wurde 1858 von der Bernischen Musikgesellschaft (BMG) als eine der ersten schweizerischen Musikschulen gegründet. Ab 1892 wurde die Ausbildung von Musikern durch die musikalische Berufsausbildung ergänzt. Die Schule wurde daher 1927 in «Konservatorium für Musik in Bern» umbenannt, und nach der Ergänzung durch eine Schauspielschule in «Konservatorium für Musik + Theater Bern».
Die zur Kramgasse hin gewandte Hausfassade des Konservatoriums wurde 1940 mit dem Sandsteinrelief Musica mit Harfe, auch als die Schwebende bekannt, versehen. Diese Fassadenskulptur wurde von Jakob Probst (1880–1966) geschaffen.
Als Folge des kantonalen Dekrets vom 24. November 1983 über Musikschulen und Konservatorien wurde die Schule in eine von der BMG unabhängige Stiftung überführt. Diese wurde im Jahr 2000 mit der seit 1938 bestehenden «Stiftung Konservatoriumsgebäude» zur Stiftung «Musikschule Konservatorium Bern» zusammengelegt.

## Angebot
Das Konservatorium bietet individuellen Instrumental- und Gesangsunterricht für Kinder und Erwachsene an und vermittelt die Möglichkeit zur Teilnahme in Ensembles. Es führt regelmässige Musikveranstaltungen durch und betreibt ein Jugendsinfonieorchester.
Das Konservatorium wird von Beiträgen des Kantons und der Stadt Bern sowie über Schulgelder finanziert. Eine «Stipendienstiftung für die Musikschule Konservatorium Bern» erteilt Stipendien.